# 小行星6248
小行星6248（英語：6248）是一颗围绕太阳公转的小行星。1991年1月17日，茲丹卡·瓦弗洛娃在克列特发现了此天体。
这颗小行星的绝对星等为87.46252948356283等。